# Монате (озеро)
Озеро Мона́те (італ. Lago di Monate) — субальпійське озеро, розташоване в регіоні Ломбардія, провінція Варезе, між озером Варезе та озером Маджоре. На берегах озера знаходяться наступні міста/села Кадреццате, Комаббіо, Осмате і Траведона-Монате. 
Озеро живлять численні підземні джерела і деякі зрошувальні канали, в тому числі р. Холодна (Rio Freddo); з озера витікає канал Чорна Вода (Acqua Nera) і впадає в озеро Маджоре в місцевості Золоті Піски, м. Бреббіа.
Форма озера і його місцезнаходження допомогли зберегти чистоту його вод; озеро Монате льодовикового походження, придатне для плавання. Тут заборонено використання водних транспортних засобів з двигунами (яхти, ..). Проте існує спортивний клуб греблі на байдарках та каное.
Серед місцевих святкувань - свято Снігової Мадонни (Festa della Madonna della neve) в перші суботу-неділю серпня з традиційними феєрверками. 

## З історії
Риболовля була одним з основних видів економічної діяльності місцевого населення. Права на рибальство на озері були придбані в 1652 році міланським шляхетним родом Білья і перепродані у 1783 р. маркізу і герцогу Помпео Літта Арезе. У дев'ятнадцятому столітті права перейшли до роду Борґі, які впровадили сучасні принципи розведення та селекції риб. Були виведені губастий окунь (Micropterus salmoides), пструг райдужний, сиг (Coregonus lavaretus), сонячний окунь.
У 1864 році тут були виявлені стародавні поселення, крем'яні та бронзові знаряддя, різноманітна кераміка,  кам'яні сокири, фрагменти ткацьких верстатів і три каное, отримані з одного стовбура дерева - все 2500 р. до н.е. Були також знайдені римські захоронення, лапіду обітниці і декілька масляних ламп.